# Ozumba
Ozumba è un comune del Messico, situato nello stato di Messico.